# Eurymelops bicolor
Eurymelops bicolor är en insektsart som beskrevs av Hermann Burmeister 1838. Eurymelops bicolor ingår i släktet Eurymelops och familjen dvärgstritar. Inga underarter finns listade i Catalogue of Life.